# Blake (priimek)
Blake je priimek več znanih oseb:
- Amanda Blake (1929—1989), ameriška igralka
- Edward Blake (1833—1912), kanadski politik
- Eubie Blake (1887—1983), ameriški skladatelj
- Geoffrey Blake (*1962), ameriški igralec
- George Blake (*1922), britanski vohun za Sovjetsko zvezo
- Gilbert Alan Blake (1887–1971), britanski general
- Harold Henry Blake (1883–1960), britanski general
- James Blake, (*1979), ameriški teniški igralec
- Peter Blake (*1932), britanski slikar in grafik
- Rob Blake (*1969), kanadski hokejist
- Robert Blake (1599—1657), angleški admiral
- Robert Blake (1933—2023), ameriški igralec
- Whitney Blake (1926—2002), ameriška igralka
- William Blake (1757—1827), britanski pesnik, slikar in tiskar
- Gilbert Alan Blake (1887—1971), britanski general
- Harold Henry Blake (1883—1960), britanski general